# هفت زندگی دوستت دارم
هفت زندگی دوستت دارم یا هفت‌بار دوستت دارم (چینی: 七时吉祥؛ انگلیسی: Love You Seven Times) مجموعه تلویزیونی چینی است که بر اساس رمان هفت زندگی بدبختانه، همه‌چیز به لطف یک لحظه ناگهانی نوشته جیولو فیکسیانگ، با بازی دینگ یوشی و یانگ چائویه ساخته شده است. این سریال در ۱۰ آگوست ۲۰۲۳ از آی‌چی‌یی پخش شد.

## خلاصه داستان
داستان ژیانگ یون، پری ازدواج است که به‌دلیل نخ قرمز باستانی سرنوشت، با خدای جنگ باستانی، چو کونگ ازدواج می‌کند. به‌دلیل این رویارویی، آن‌ها باید هفت‌بار از مصیبت در دنیای بشر عبور کنند.